# クロミグワ
クロミグワ(Morus nigra)は、クワ科の顕花植物である。南西アジアやイベリア半島に自生するが、長い期間栽培されてきたため、正確な自生の範囲は分かっていない。英語ではblack mulberryやblackberryと言うが、キイチゴ属のブラックベリーとは異なる。308本（44倍倍数体）という大きな染色体を持つことで知られている。
黒い果実をつけるマグワ等、クワ属の他の種と混同されることがあるが、葉の下面に均一に毛が生えていることで、区別することができる。果実の色は、アントシアニンに由来する。

## 記載
落葉性の木で、高さは12m、幅は15mになる。葉は長さ10-20cm、幅6-10cmで、若い芽では最大23cmの長さになる。下面は産毛で覆われ、上面は非常に短く硬い毛でが生えている。308本の染色体を持つ。
食用可能な果実は、いくつかの小さな核果が房になっている。果実は長さが2-3cmで、深紫色だが熟すとほぼ黒色になる。レッドマルベリーと同様に豊かな風味を持つ。

## 栽培と利用
メソポタミアやペルシア地域の山間部が起源であると考えられ、西はヨーロッパから東は中国まで、広い範囲で栽培、帰化している。現在は、アフガニスタン、イラク、イラン、インド、パキスタン、シリア、レバノン、ヨルダン、パレスチナ、イスラエル、トルコに広がっている。
果実を得るために長く栽培されてきた。木や果実には、ペルシア語由来の名前tootやshajarat tukkiでも知られている。この地域では、果実をしばしばジャムやシャーベットにも加工する。
ヨーロッパでは、スロバキアのプカネックにあるブドウ園に最多の470本のクロミグワの木が生えていたと記録されている。
カイコの飼育のため、17世紀にイギリスに移入されたが、カイコはマグワの方を好み、上手くいかなかった。しかし、これにより、多くのカントリー・ハウスの庭に大きくて古い木が残されることとなり、2013年まで王立園芸協会のガーデン・メリット賞の候補とされた。
伝統医学でも多く用いられ、特に白癬の治療に効果があるとされる。

## ギャラリー

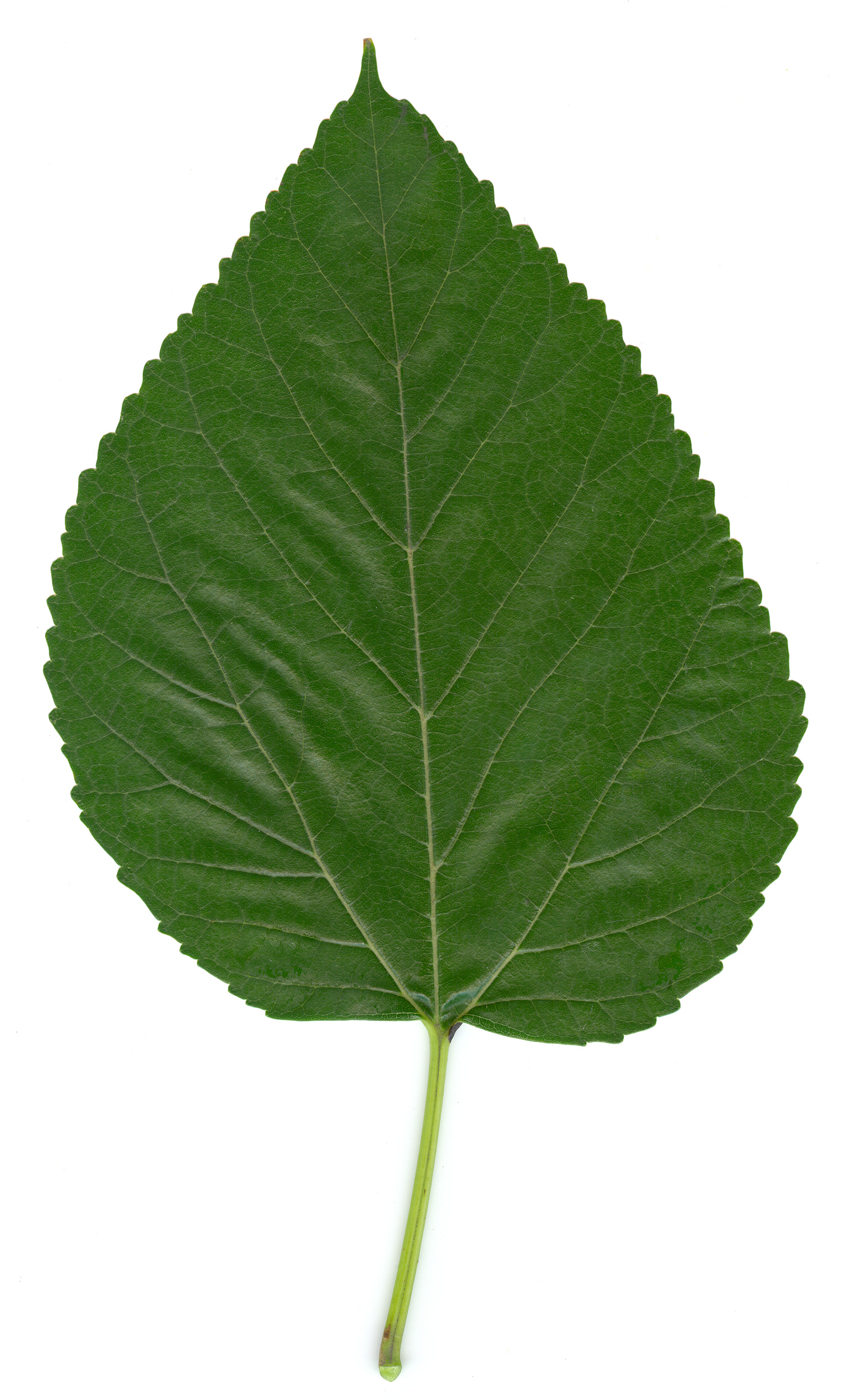
クロミグワの葉
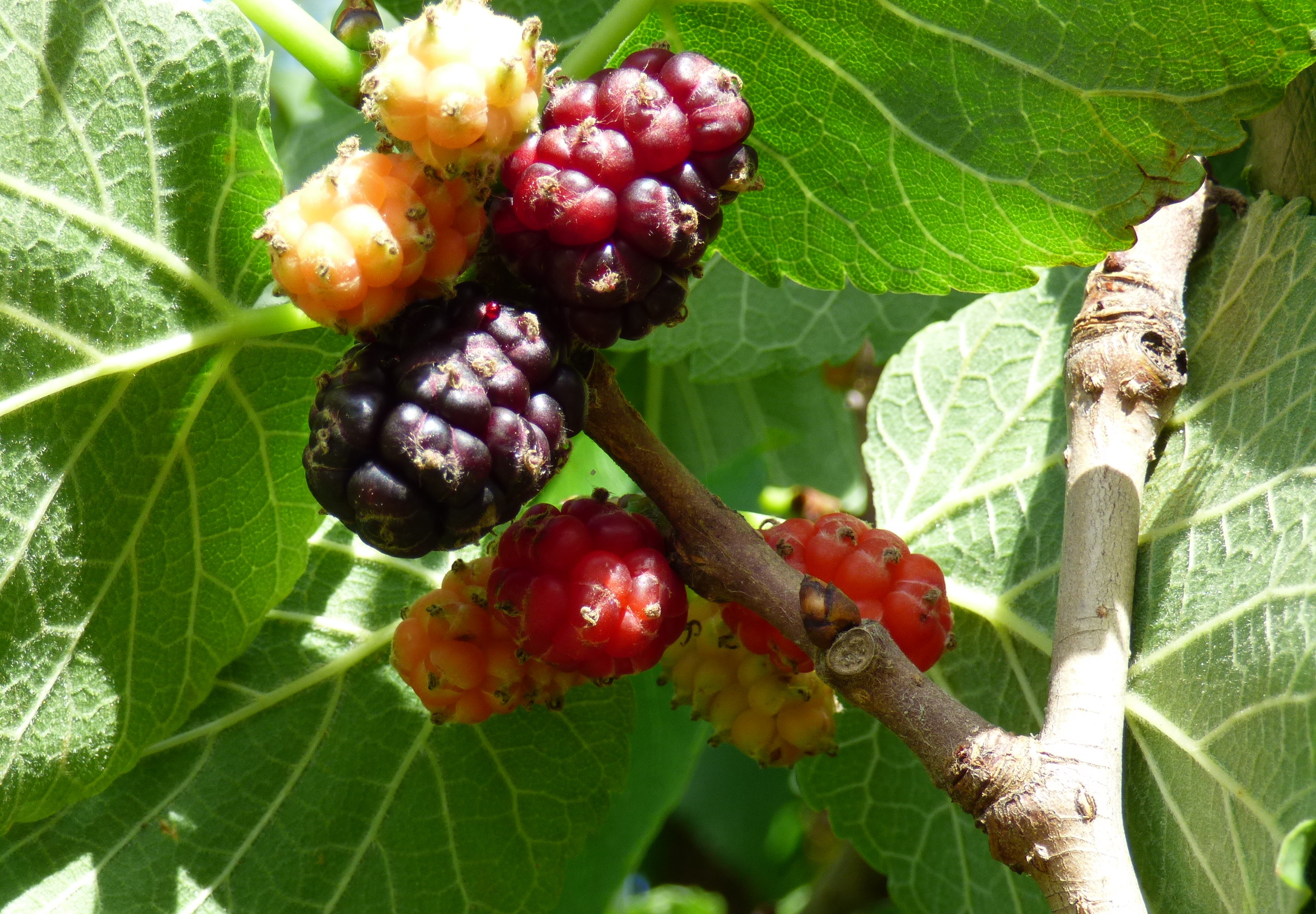
熟した果実と葉
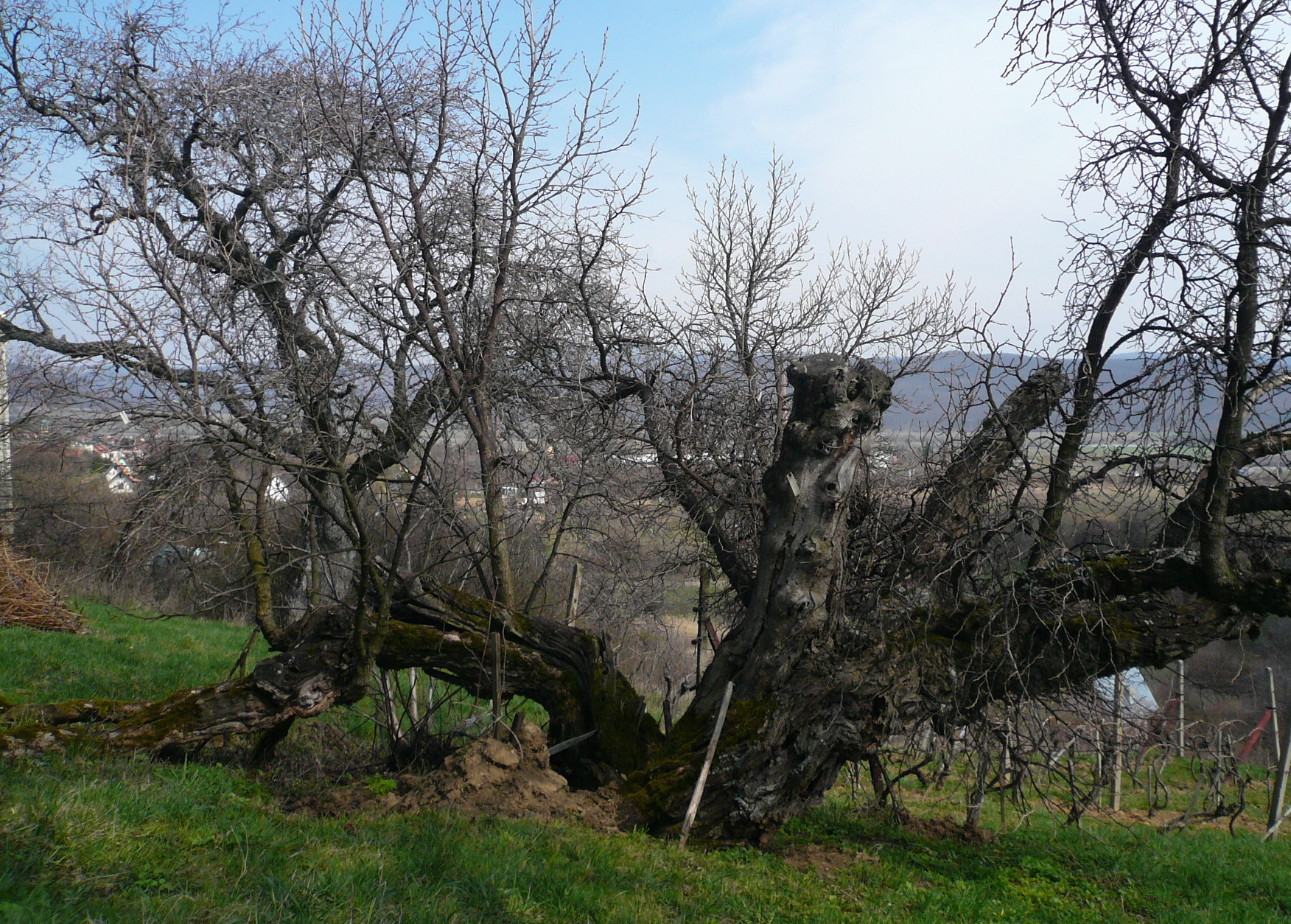
100歳の木
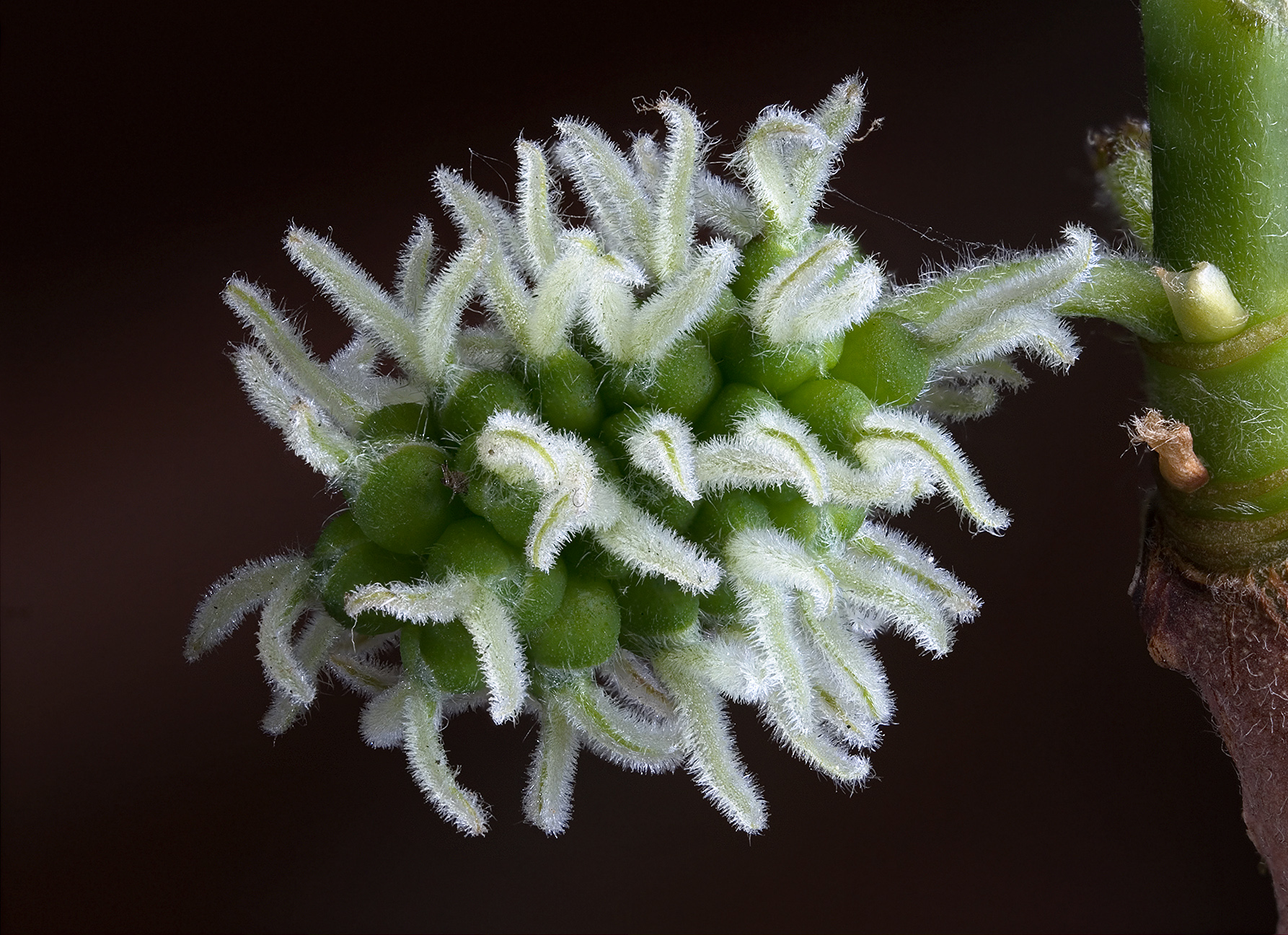
雌花
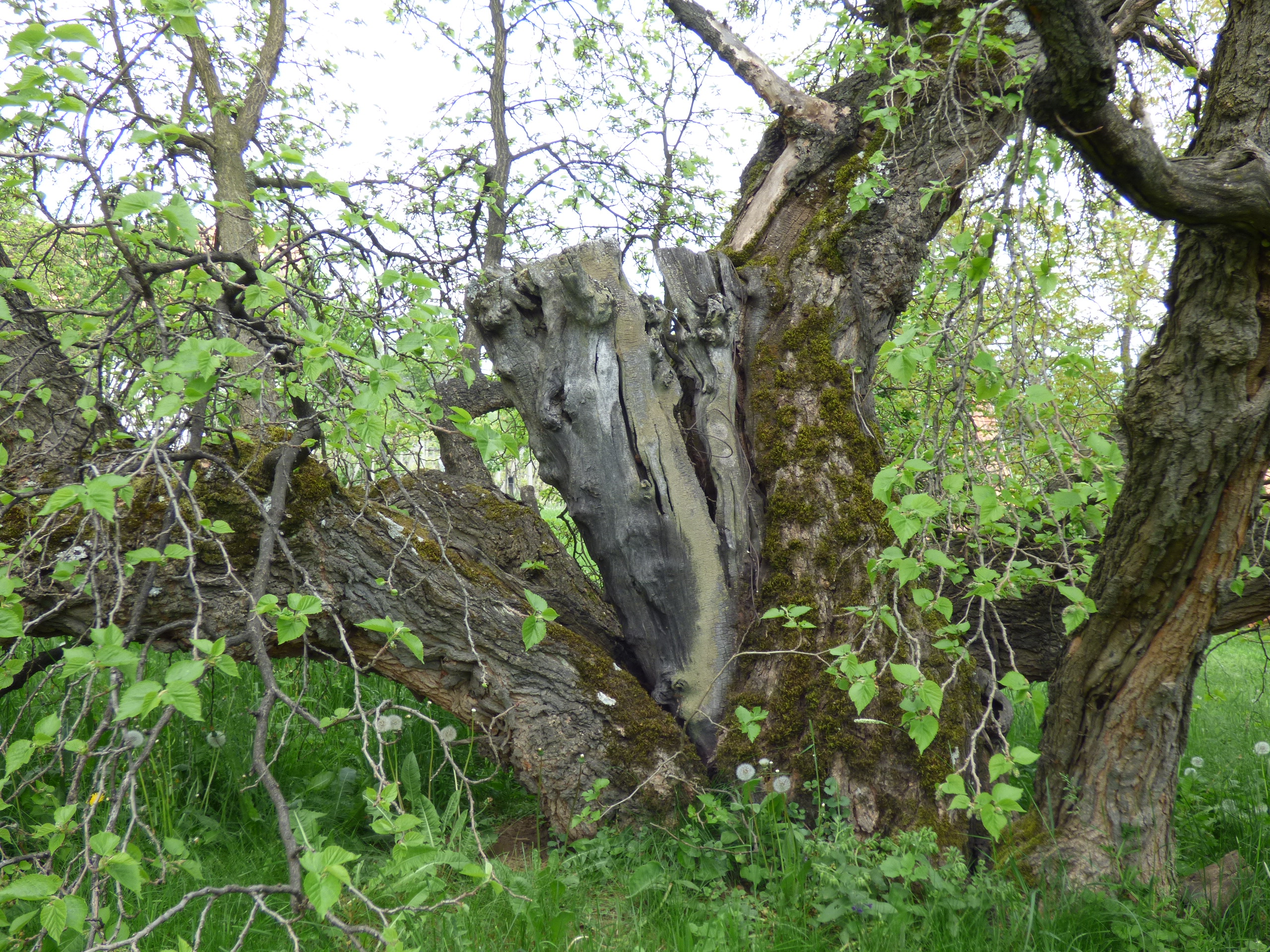
春の古木
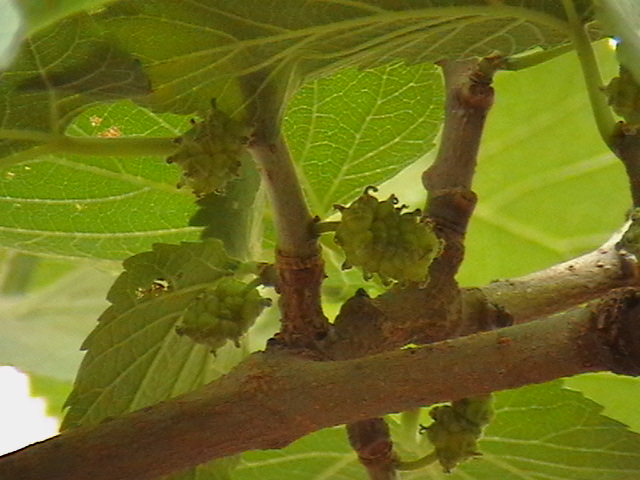
未熟な果実（イラン）
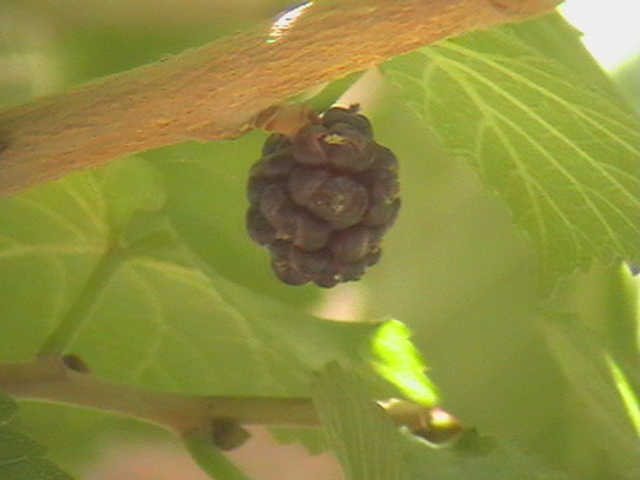
完熟な果実（イラン）
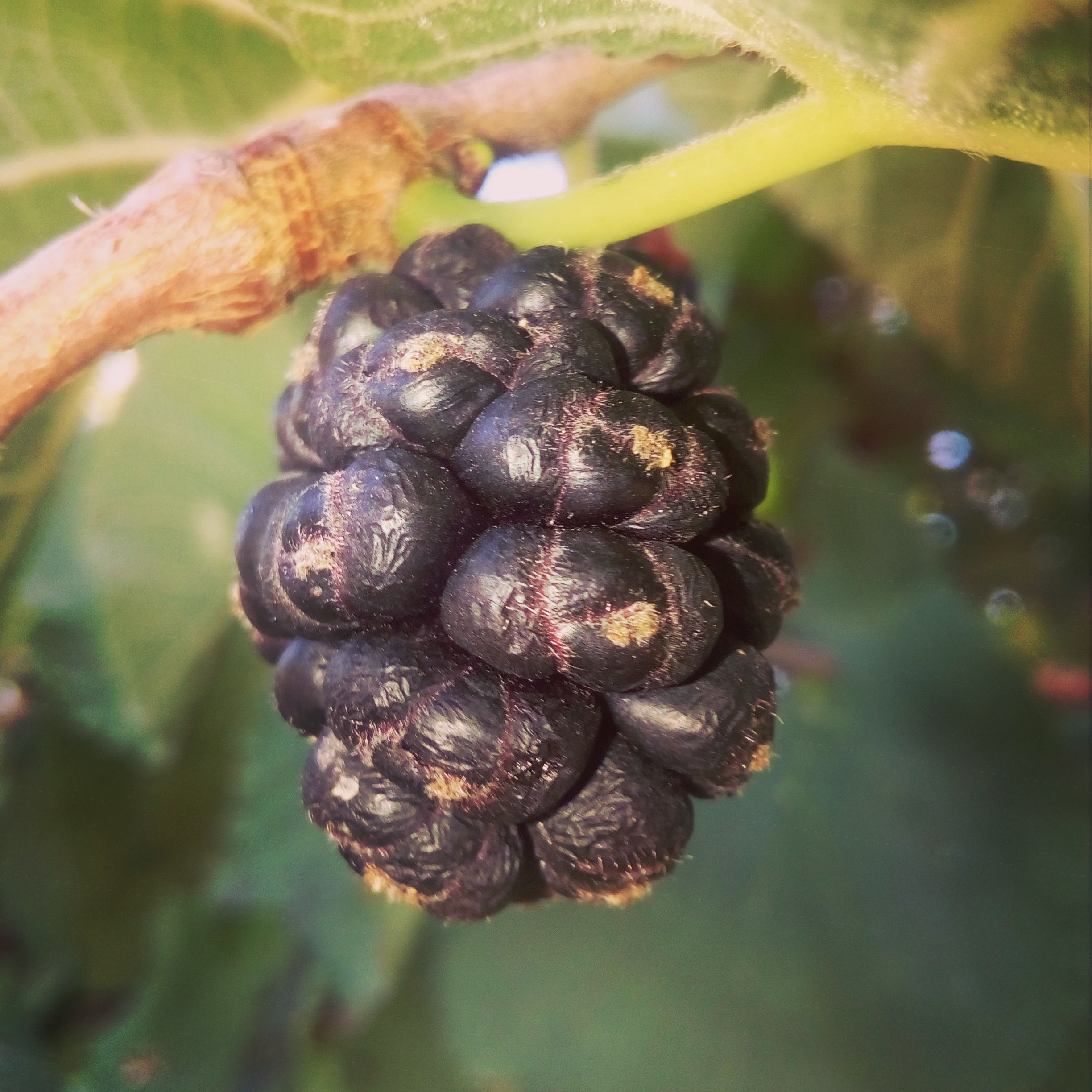
果実（アルジェリア）